# Xã Raritan, Quận Barnes, Bắc Dakota
Xã Raritan (tiếng Anh: Raritan Township) là một xã thuộc quận Barnes, tiểu bang Bắc Dakota, Hoa Kỳ. Năm 2010, dân số của xã này là 95 người.